# Седамнаеста влада Николе Пашића
Шестнаеста влада Николе Пашића је била влада Краљевине Срба, Хрвата и Словенаца која је владала од 2. маја 1923. до 27. марта 1924. године.

## Чланови владе
| Функција                                                         | Слика             | Име и презиме       | Детаљи                           |
| ---------------------------------------------------------------- | ----------------- | ------------------- | -------------------------------- |
| Председник Министарског савета                                   |                   | Никола П. Пашић     |                                  |
| Министар иностраних дела                                         |                   | Момчило А. Нинчић   |                                  |
| Министар војске и морнарице                                      |                   | Петар Пешић         |                                  |
| Министар унутрашњих дела                                         |                   | Милорад Вујичић     |                                  |
| Министар правде                                                  |                   | Лазар Марковић      | до 31.7.1923.                    |
| Министар правде                                                  | Нинко Перић       |                     |                                  |
| Министар просвете                                                |                   | Милош Трифуновић    |                                  |
| Министар финансија                                               |                   | Милан Стојадиновић  |                                  |
| Министар грађевина                                               |                   | Никола Т. Узуновић  |                                  |
| Министар трговине и индустрије                                   |                   | Велизар С. Јанковић | заступник, до 31.7.1923.         |
| Министар трговине и индустрије                                   |                   | Драгутин С. Којић   | до 28.12.1923, од тада заступник |
| Министар пољопривреде и вода                                     |                   | Марко Трифковић     | заступник, до 31.7.1923.         |
| Министар пољопривреде и вода                                     | Крста Љ. Милетић  |                     |                                  |
| Министар пошта и телеграфа                                       |                   | Велимир Вукићевић   |                                  |
| Министар шума и рудника                                          |                   | Милан Сршкић        |                                  |
| Министар социјалне политике                                      |                   | Нинко Перић         | до 31.7.1923, од тада заступник  |
| Министар социјалне политике                                      |                   | Душан Пенеш         | од 26.8.1923.                    |
| Министар народног здравља                                        |                   | Славко С. Милетић   |                                  |
| Министар вера                                                    |                   | Љубомир Јовановић   | до 25.5.1923.                    |
| Министар вера                                                    |                   | Нинко Перић         | заступник, од 25.5.1923.         |
| Министар вера                                                    |                   | Војислав Јањић      | од 31.7.1923.                    |
| Министар припреме за Уставотворну скупштину и изједначење закона |                   | Марко Н. Трифковић  |                                  |
| Министар аграрне реформе                                         |                   | Крста Љ. Милетић    | до 31.7.1923.                    |
| Министар аграрне реформе                                         | Милан Симоновић   |                     |                                  |
| Министар саобраћаја                                              |                   | Велизар С. Јанковић | до 28.12.1923.                   |
| Министар саобраћаја                                              | Драгутин С. Којић |                     |                                  |